# Batalla del Puesto de Arkansas (1783)
La batalla del Puesto de Arkansas (también conocida como el ataque de Colbert o incidente de Colbert) fue una batalla de la guerra anglo-española librada en el Puesto de Arkansas el 17 de abril de 1783.
Formaba parte de una serie de pequeñas batallas libradas entre las fuerzas españolas y británicas en la región del Bajo Misisipi desde 1779, cuando España entró en la guerra de Independencia de los Estados Unidos del lado de Estados Unidos, hasta el final de la guerra. La batalla consistió en un ataque contra el puesto de control español por irregulares británicos liderados por James Colbert. El combate principal de la batalla fue un asedio de seis horas al fuerte del puesto y una posterior salida de los defensores españoles, lo que provocó la huida de las fuerzas británicas.
La batalla tuvo lugar tres meses después de la firma del tratado preliminar de paz entre España y Gran Bretaña el 20 de enero, pero la noticia del tratado aún no había llegado a la región del Bajo Misisipi. Fue la única batalla de la guerra de Independencia librada en lo que ahora es el estado de Arkansas.

## Contexto
En los años previos a la batalla, las fuerzas españolas habían obtenido varias victorias en la región del Bajo Misisipi, expulsando a los británicos de Manchac y Baton Rouge y haciendo prisioneros a muchos combatientes británicos. Para 1783, las fuerzas británicas en la región estaban extremandamente dispersas, casi inexistentes, y consistían solo de pequeños grupos de irregulares involucrados en una guerra de guerrillas. Un excapitán del ejército británico, James Colbert, fue uno de los líderes de uno de esos grupos, logrando reunir a un pequeño número de compañeros leales para continuar la lucha contra los españoles.
El objetivo principal de Colbert era el  Puesto de Arkansas debido a su ubicación estratégica en la confluencia de los ríos Arkansas y Misisipi, y había estado planeando un ataque contra el puesto de comercio español durante aproximadamente un año. Si el puesto fuera capturado, Colbert y sus combatientes podrían fácilmente acosar el tráfico español en el Misisipi sin consecuencias. El puesto estaba habitado por una pequeña guarnición de treinta y tres soldados españoles del Regimiento de Luisiana y cuatro nativos americanos quapaw, además del comandante del puesto, Jacobo Dubreuil, el segundo al mando, el teniente Luis de Villars, y el sargento Alexo Pastor. Estaba custodiado por un simple fuerte de empalizada, el Fuerte Carlos, a media milla río arriba.

## Preparativos
A principios de abril, Colbert y su flotilla partieron de su campamento en el río Wolf. En el Misisipi, el grupo de Colbert se encontró con barcos de colonos americanos que se dirigían río abajo a Natchez. A estos colonos se les ordenó desembarcar y esperar en tierra durante seis días. Más abajo, cerca de la desembocadura del río Blanco, Colbert se encontró con embarcaciones comerciales tanto de Nueva Orleans como del Puesto de Arkansas. Estas fueron confiscadas junto con sus bienes. La flotilla siguió subiendo por el río Arkansas.
No lejos del puesto, el 16 de abril, Colbert ordenó a varios chickasaw que se adelantaran explorando. Estos exploradores se encontraron con la aldea quapaw, Osotouy. Aquí le dijeron al jefe local, Angaska, que eran aliados de los españoles y mantenían correspondencia regular con Dubreuil, que solo iban río arriba «con una docena de americanos para estrecharle la mano al capitán Dubreuil». Luego le regalaron ron al jefe. Debido a este engaño, Angaska no advirtió a Dubreuil de que algo era sospechoso. Los exploradores se reunieron con el grupo principal y prosiguieron río arriba.
Para la medianoche del 17 de abril, los irregulares habían llegado a la orilla habitada del puesto. Para asegurarse de que ningún aldeano o guardia fuera alertado por la aproximación, Colbert hizo que las palas de sus canoas fueran amortiguadas con cuero. Colbert desembarcó su fuerza a poca distancia, río abajo de la aldea, dejando a siete hombres vigilando las embarcaciones.

## Batalla
La batalla comenzó con una incursión inicial del grupo de Colbert en la aldea alrededor de las 2:30 de la madrugada, resultando en una ocupación por parte de la fuerza atacante. Aunque cuatro familias escaparon de la aldea y buscaron refugio en el cercano Fuerte Carlos, los atacantes tomaron a la mayoría de los habitantes como prisioneros, entre ellos a Luis de Villars y a Alexo Pastor. Despertados por la conmoción, la guarnición del Fuerte Carlos lanzó un contraataque liderado por Jacobo Dubreuil. Durante este combate, la guarnición española sufrió dos bajas y Pastor escapó del cautiverio de Colbert, alcanzando el fuerte en el caos de la batalla. Ningún otro prisionero escapó durante los combates. Después, la guarnición española se retiró al fuerte, sin ser molestada por el fuego de los atacantes.
Alrededor de las 3:00 de la madrugada, la fuerza atacante comenzó a atrincherarse en un barranco justo a las afueras del fuerte, al cual, debido a su ubicación entre árboles y arbustos, podía acercarse «a tiro de pistola». Los dos bandos intercambiaron disparos durante seis horas, sin que ninguno de los dos sufriera bajas debido a la fuerza de los muros de empalizada del fuerte y a la posición atrincherada de los atacantes, que ofrecía un buen refugio contra los cañones de cuatro libras que utilizaban los defensores. A las 9:00 de la mañana, el comandante Dubrueil ordenó al sargento Pastor, nueve soldados y cuatro guerreros quapaw que se prepararan para hacer una salida. Dubreil sospechaba que los atacantes podrían estar instalando artillería con la que abrir una brecha en el fuerte.
Al mismo tiempo, Colbert envió a uno de sus oficiales bajo una bandera de tregua para entregar una oferta de paz exigiendo la rendición. María Luisa Villars, esposa del teniente y también prisionera, acompañó al oficial de Colbert para asegurarse de que no le dispararan al acercarse al fuerte. En ese momento, el intercambio de disparos cesó. El oficial de Colbert huyó repentinamente asustado, y Dubreuil recibió la oferta de paz, escrita por Colbert en francés, de la señora Villars:

M. Le Capitaine Colbert ha sido enviado por sus superiores para tomar el Puesto de Arkansas, y por este poder señor, exige que usted se rinda. Su plan es tomarlo con todas sus fuerzas, habiendo hecho ya prisioneros a todos los habitantes, junto con el teniente Luis de Villars y su familia.

Dubreuil se negó a rendirse y ordenó que comenzara la salida. El sargento Alexo Pastor y su fuerza de trece hombres salieron del fuerte hacia los ochenta y dos atacantes, entonando gritos de guerra quapaw. Lo inexperado de esta salida, mezclado con los gritos de guerra y ráfagas de fuego de mosquete, dispersó a la fuerza atacante, que inmediatamente se retiró al río y abordó las canoas con sus prisioneros. Según Dubreil, los británicos gritaban «¡Vamos! ¡Vamos! Los indios están sobre nosotros», mientras huían. Un atacante murió en la retirada.

## Repercusiones
Mientras se reembarcaba, Colbert clavó un tomahawk en la tierra cerca de la orilla, simbolizando su intento de volver, e hizo enviar otro mensaje a Dubreil mediante uno de los habitantes de la aldea:

Usted puede formarse una idea de mis fuerzas, a las doce de hoy están a punto de llegar quinientos chickasaws y también dos bateaux cargados de hombres, armados con cuatro eslabones giratorios y un cañón; y si el comandante del fuerte no se rinde antes de esa hora y yo resulto victorioso, como no tengo duda alguna de que lo seré, no sé si puedo retener a mi gente o no; y si los... [quapaw] son usados contra nosotros yo mismo ordenaré que maten a los prisioneros.

Este mensaje fue ignorado por Dubreil y los refuerzos mencionados por Colbert nunca se materializaron cuando Dubreil no entregó el fuerte.
El jefe Angaska llegó al puesto al mediodía de ese día, y fue reprendido por Dubreil por no haber informado sobre la fuerza que se acercaba. Angaska, después de explicar el engaño de los exploradores de Colbert, fue enviado con cien quapaw y veinte soldados españoles para rescatar a los prisioneros hechos por los irregulares en retirada. El 24 de abril, Angaska alcanzó a la flotilla de Colbert cerca de la desembocadura del río Arkansas y procedió a negociar la liberación de los prisioneros. Al decir que tenía doscientos cincuenta hombres, Angaska convenció a Colbert para que liberara a todos sus prisioneros menos a ocho. El teniente Villars y su esposa estaban entre los liberados, pero antes de ser liberados, el teniente aceptó firmar un acuerdo que aseguraba la liberación de cinco irregulares británicos arrestados por el gobierno local español por actividades rebeldes en Natchez. Villars estuvo de acuerdo con esto bajo pena de volver a ser encarcelado por Colbert o pagar una sanción, y el acuerdo se cumplió más tarde cuando los rebeldes fueron puestos en libertad condicional a petición de Villars.
El 5 de mayo, Dubreil escribió al gobernador español de Luisiana, Esteban Rodríguez Miró, detallando la batalla y alabando la competencia de sus hombres.
El 16 de mayo, Miró escribió a Colbert, informándole del tratado preliminar de paz del 20 de enero entre las dos partes y solicitando la devolución incondicional de todos los bienes y prisioneros. Aunque los prisioneros fueron liberados, Colbert se negó a devolver las propiedades incautadas en la redada.